# 张庭律
张庭律（1983年11月12日—），越南足球运动员，司职中后卫，为越南国家足球队队员。